# Daniil Varfolomeevič Avdeev
Daniil Varfolomeevič Avdeev, nome di battaglia Comandante Daniel (in russo Даниил Варфоломеевич Авдеев?; 21 dicembre 1917 – San Francesco, 11 novembre 1944), è stato un militare e partigiano sovietico, ucciso in combattimento in Italia.

## Biografia
Nato in una famiglia di contadini, si diploma al liceo. Nel gennaio 1941  come tenente del genio è incaricato  alla costruzione di opere difensive del fronte russo occidentale.  Nel 1941 per le fonti rosse risulta disperso. In realtà fu fatto prigioniero dai Tedeschi e nel 1942 internato in un lager prima nel lager di Muhlberg sul fiume Elba, e poi nel nord della Francia  dove incontrò altri due prigionieri di guerra sovietici, Alexander Kopylkov e Anton Melnichuk. In momenti diversi, i tre amici fuggirono dal campo e si incontrarono in territorio svizzero neutrale. Poche settimane dopo, Daniel e i suoi compagni decisero di unirsi ai partigiani italiani. Per fare questo, hanno dovuto  camminare per un lungo trasferimento, dopo dura ed arditissima marcia, durata più di un mese arrivarono in Friuli il 24 maggio 1944. Si unirono al battaglione Matteotti. Poi Daniel riuniva in un reparto unico i cittadini sovietici sfuggiti alla prigionia nazista e si metteva agli ordini del Comando alla guida del battaglione Stalin (composto di Friulani, Russi, Slavi e Polacchi) della Brigata Garibaldi "Carnia", partecipò a diversi scontri a difesa della Repubblica libera della Carnia. Nel novembre del 1944, durante l'offensiva nazista lungo le valli dell’Alto Tagliamento e dell’Arzino, Danijl Varfolomeevič Avdeev, con alcuni partigiani, nel tentativo di far saltare la strada da dove giungeva il nemico, venne sopraffatto da ingenti forze e dopo strenua difesa che permetteva lo sganciamento dei partigiani italiani. Gli ultimi studi (Buvoli 2005 e Stefanutti 2023) indicano che la data della morte del Comandante Daniel andrebbe  collocata all'inizio dell'offensiva nazifascista in Val d'Arzino, vale a dire nella tarda serata del 19 ottobre 1944. 
Cadde dunque in combattimento cercando di ostacolare  il rastrellamento nazista in Val d'Arzino, località San Francesco di Vito d’Asio (PN). Il suo corpo venne ritrovato solo parecchi giorni più tardi; venne poi sepolto l'11 novembre 1944 all'esterno del cimitero di Clauzetto.
Nel mese di luglio del 1986 l'allora Presidente della Repubblica Oscar Luigi Scalfaro ha conferito una Medaglia d'oro al valor militare alla memoria dell'ufficiale sovietico, consegnata nel 1987 dall'ambasciatore italiano a Mosca a una pronipote del Comandante Daniel. 
Durante la guerra partigiana e fino al 10 maggio 1945 lottarono a fianco dei partigiani friulani 361 combattenti sovietici,  97 dei quali sono tra i caduti.